# 소말리아땃쥐
소말리아땃쥐(Crocidura somalica)는 땃쥐과에 속하는 포유류의 일종이다. 에티오피아와 말리, 소말리아 그리고 수단에서 발견된다. 자연 서식지는 건조한 사바나 지역이다.